# Wagna
Wagna é um município da Áustria, situado no distrito de Leibnitz, na estado da Estíria. Tem 13,02 km² de área e sua população em 2019 foi estimada em 6.015 habitantes.